# Linh dương hoẵng thông thường
Linh dương hoẵng thông thường (danh pháp hai phần: Sylvicapra grimmia) là một loài động vật có vú trong họ Trâu bò, bộ Artiodactyla. Loài này được Linnaeus mô tả năm 1758.

## Hình ảnh

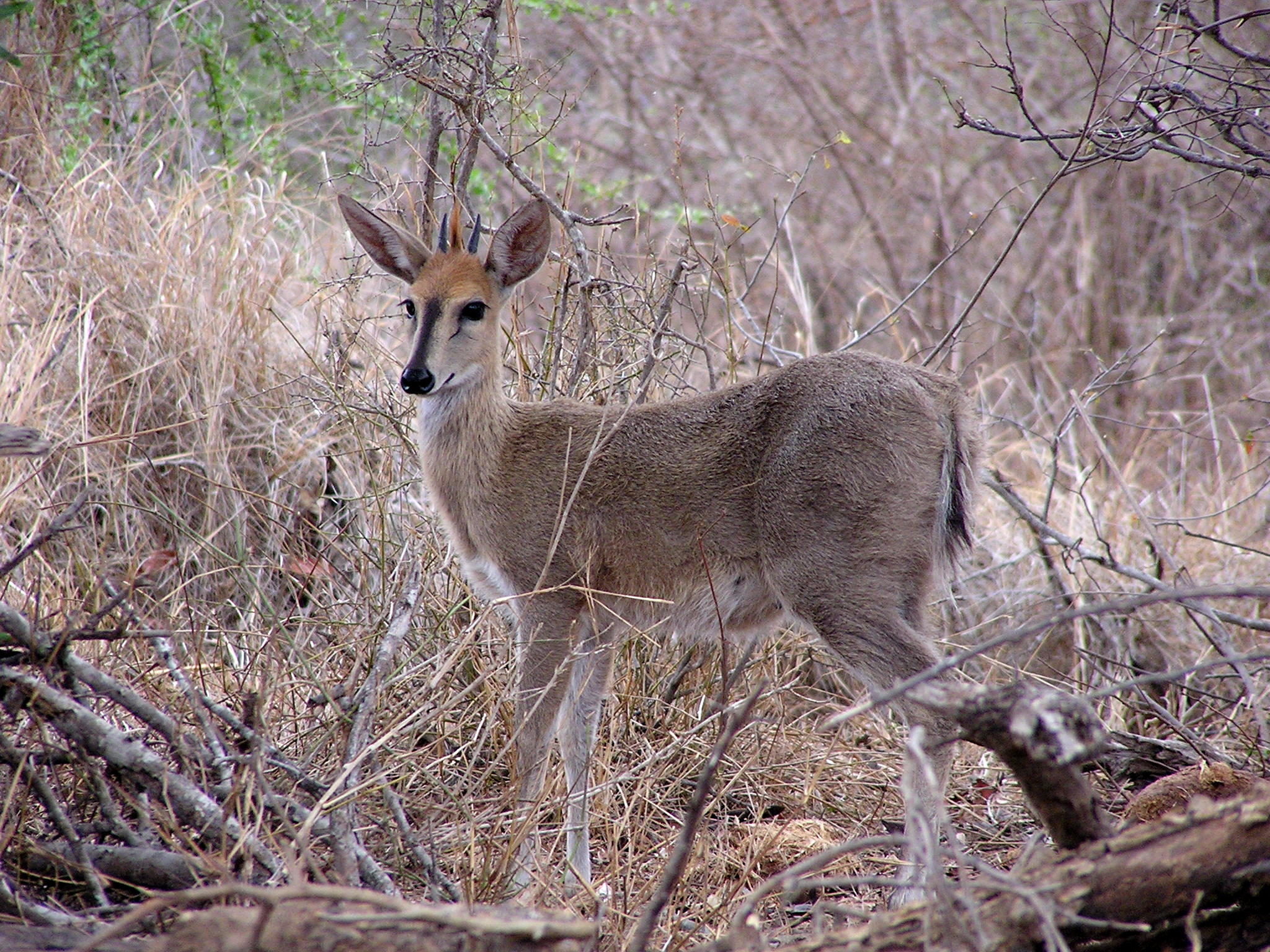
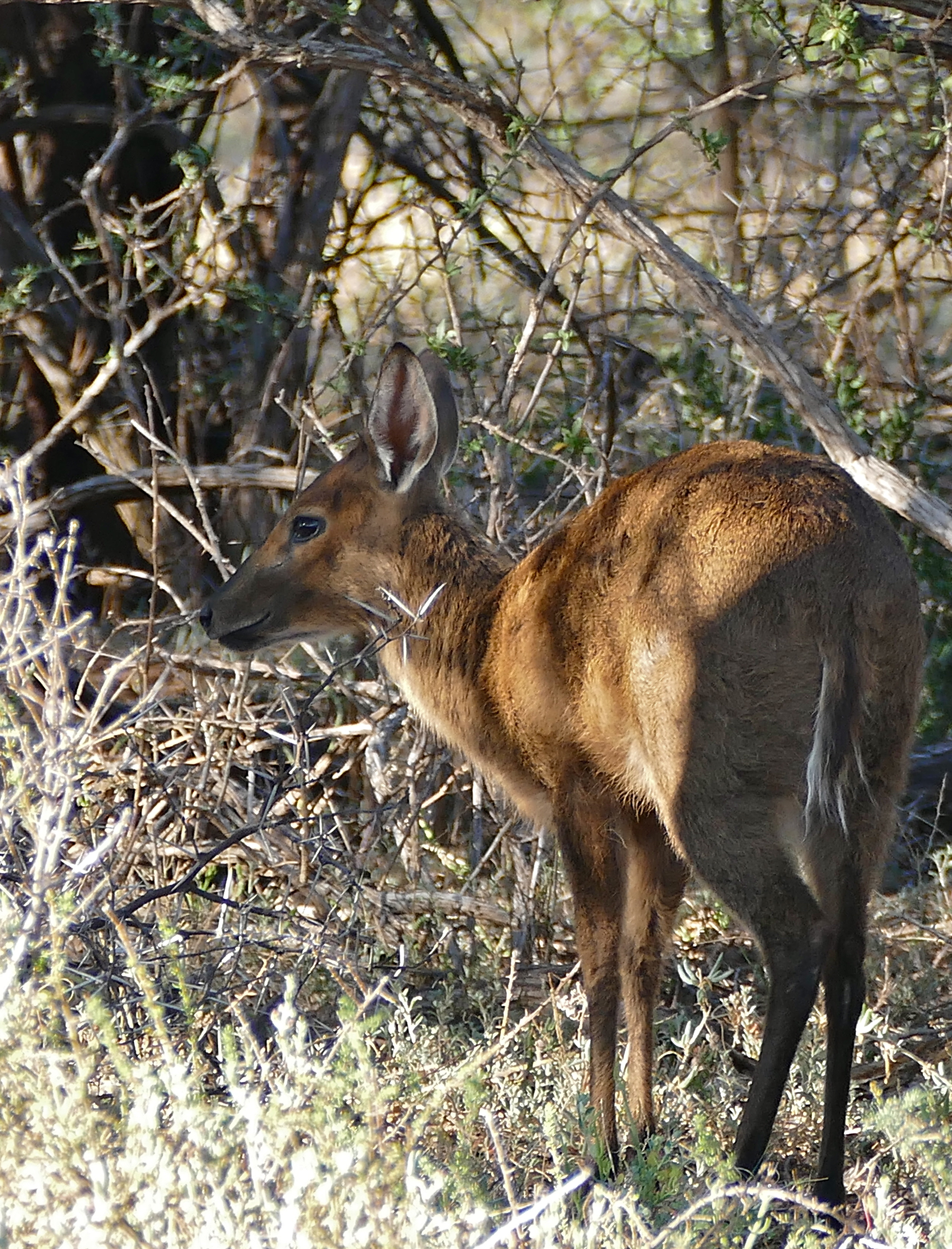
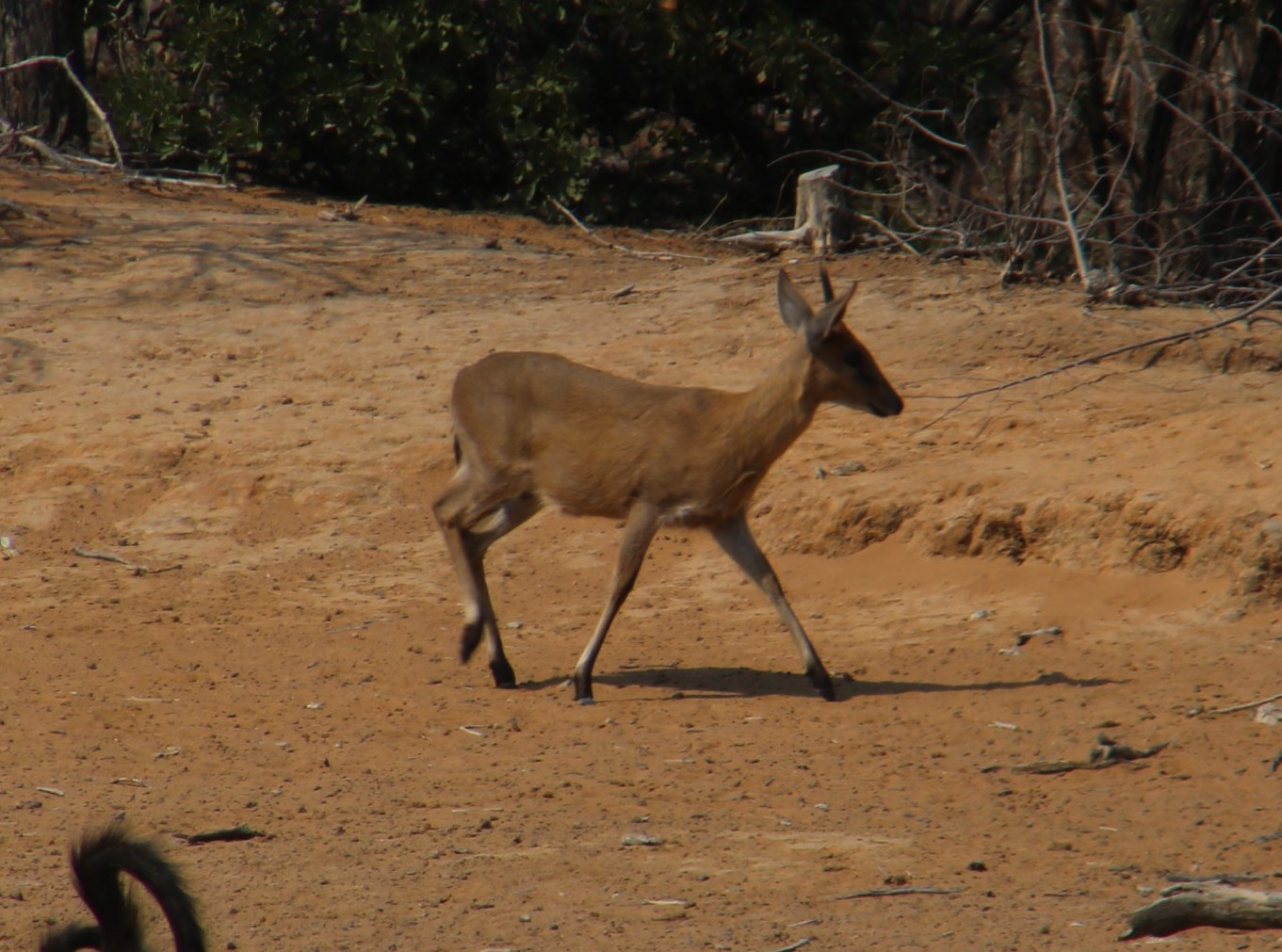
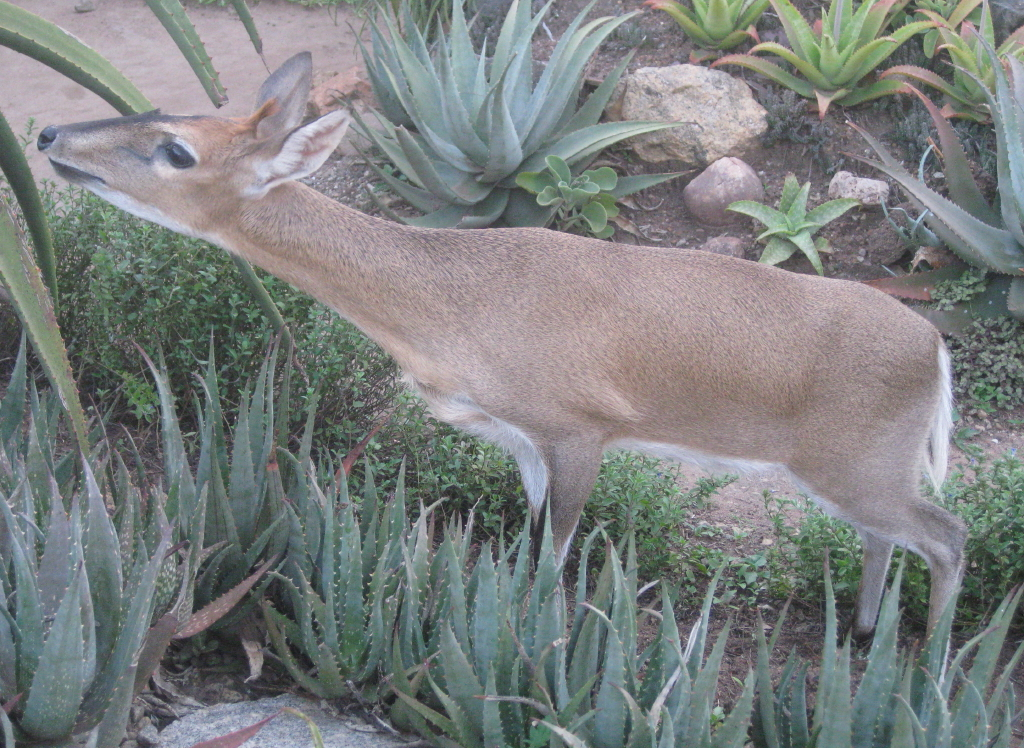